# Méricourt (Pas-de-Calais)
Méricourt település Franciaországban, Pas-de-Calais megyében. Lakosainak száma 11 651 fő (2022. január 1.). Méricourt Sallaumines, Acheville, Arleux-en-Gohelle, Avion, Billy-Montigny, Fouquières-lès-Lens, Rouvroy és Vimy községekkel határos.

## Népesség
A település népességének változása:
| Lakosok száma | 11 708 | 11 822 | 11 710 | 11 766 | 11 363 | 11 346 | 11 267 | 11 374 | 11 431 | 11 651 |
|               | 2013   | 2014   | 2015   | 2016   | 2017   | 2018   | 2019   | 2020   | 2021   | 2022   |